# デンマーク語訳聖書

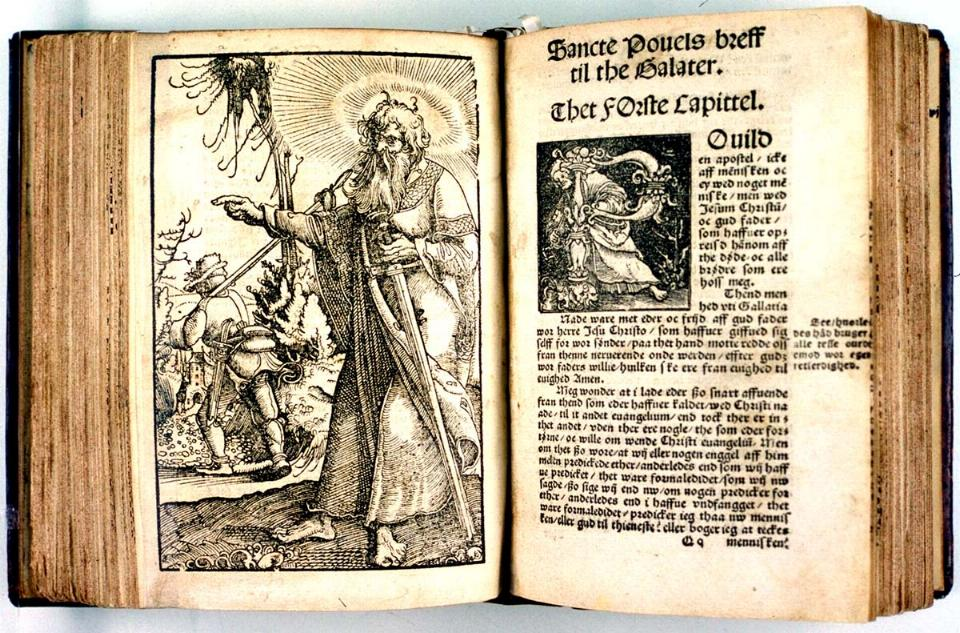
1524年の新約聖書

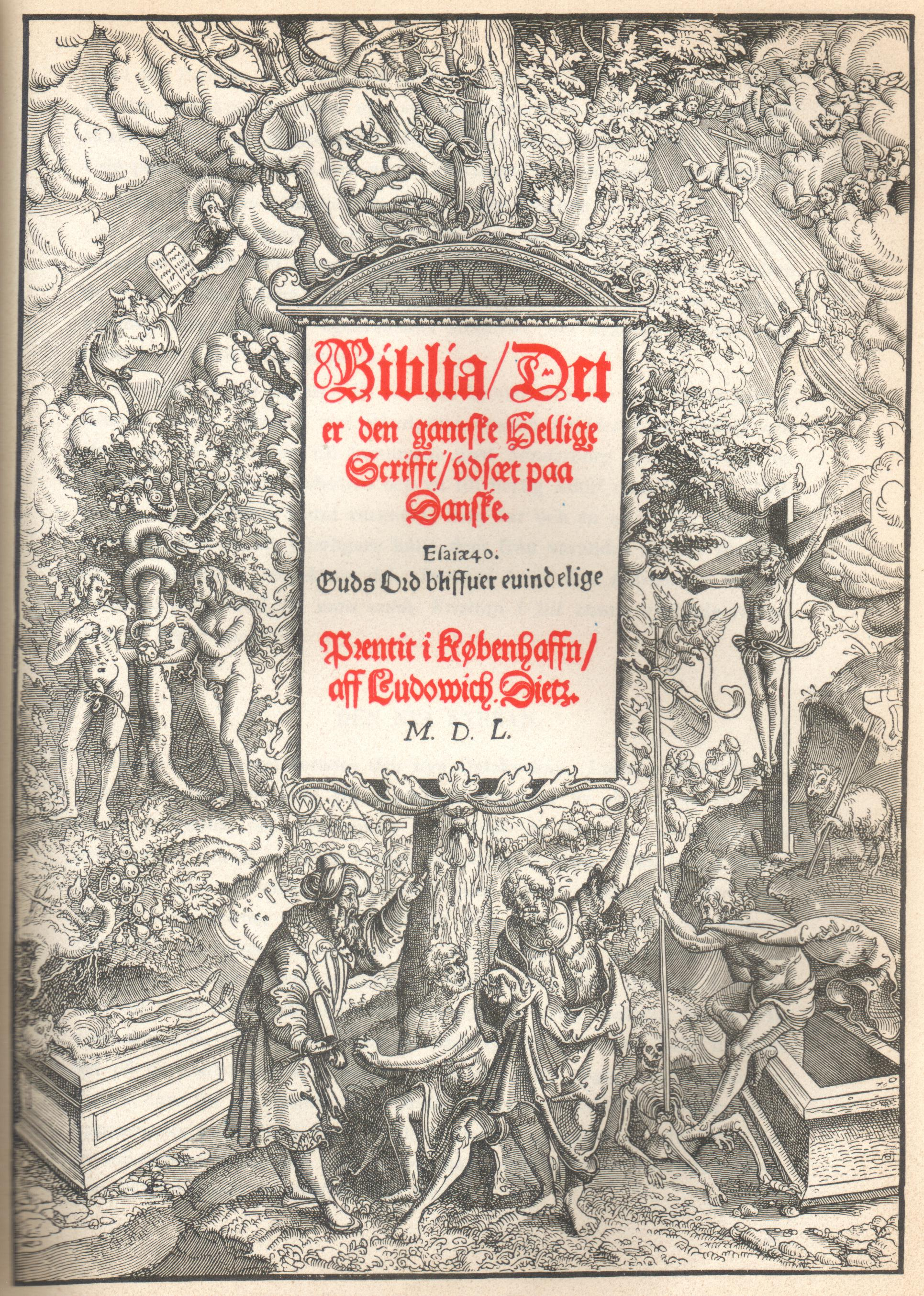
1550年のクリスチャン3世の聖書から

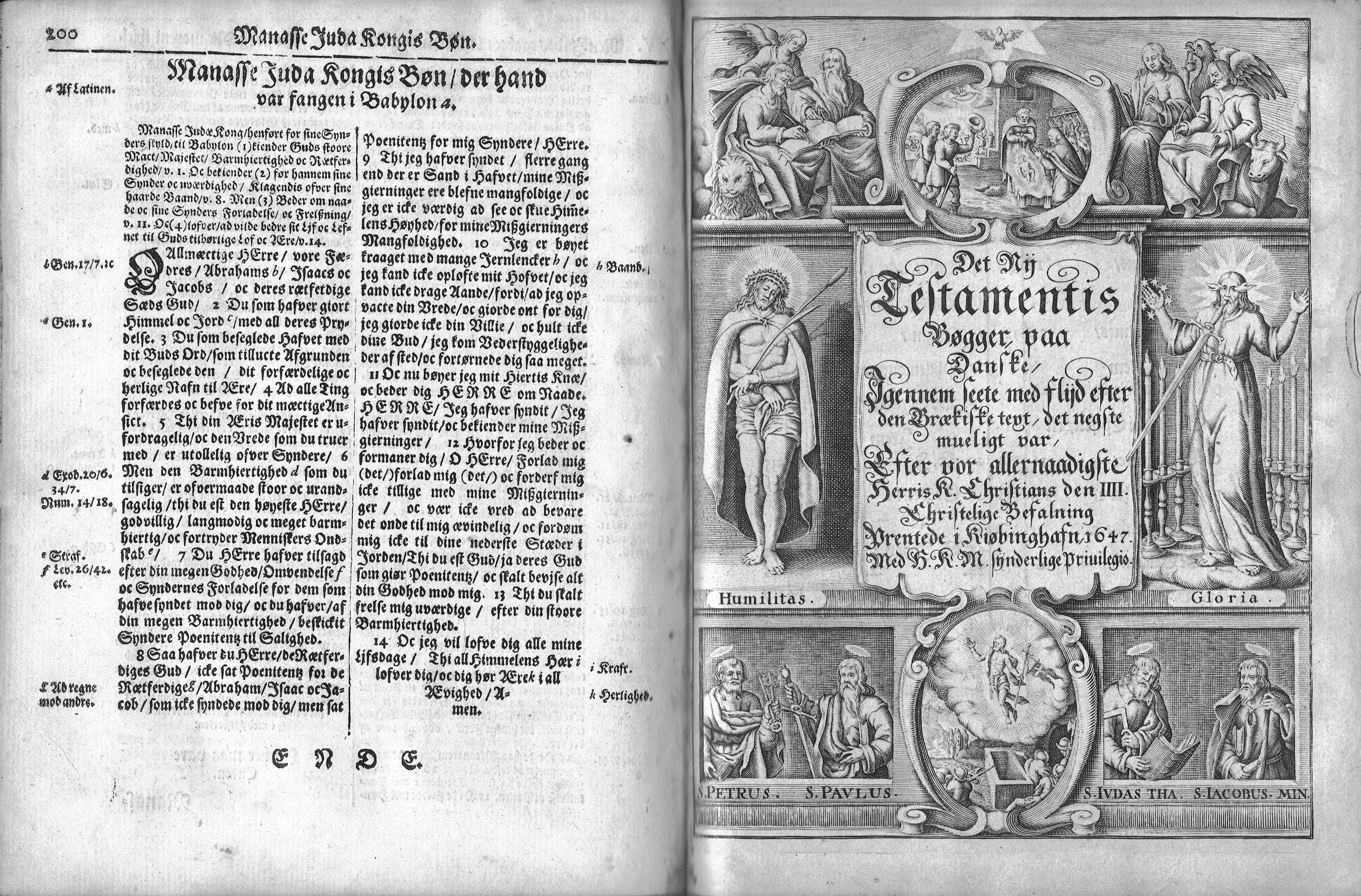
1647年のレーセン＝スヴァネ聖書

デンマーク語訳聖書（デンマークごやくせいしょ、英語: Bible translations into Danish）はキリスト教聖書のデンマーク語への翻訳を扱う。デンマーク語はデンマークでおもに使われていて、インド・ヨーロッパ語族（印欧語族）の、ドイツ語・オランダ語・英語などを含むゲルマン語派のうちノルド諸語（北ゲルマン語群）東ノルド語に属する。

## 概要
デンマーク語翻訳は、3つの時期に分けて理解することができる。

## ルター訳聖書のデンマーク語版
16世紀には、ルター訳聖書（新約聖書1523年・旧約聖書1534年）の影響が大きく、このドイツ語聖書をもとにデンマーク語へ翻訳が進められた。1524年のクリスチャン2世の新約聖書が出た。1550年にはクリスチャン3世の聖書全書が出て、これは「宗教改革聖書」とも呼ばれて、デンマーク語の言葉は分かりやすかった。

## レーセン＝スヴァネ聖書
17～18世紀には、ルターのドイツ語聖書を離れて、原典（ヘブライ語の旧約、ギリシャ語の新約）からデンマーク語へ翻訳が進められた。1607年には、ハンス・レーセン（Hans Resen）による「レーセン聖書」が出版された。原典には忠実であったが、一般人には理解が難しかった。このため1633年にはクリスチャン4世が改訂を試み、1647年にはハンス・スヴァネ（Hans Svane）が改訂を行ったが、この「レーセン＝スヴァネ聖書」はやはり理解が難しかった。1819年のフレデリク6世の時期に新約聖書のさらなる改訂が、ずっと遅れて1871年のクリスチャン9世の時期に旧約聖書の改定が行われた。

## 20世紀の翻訳
19世紀には一般人・聖書学者から様々な意見が出された後、20世紀に入ると、1931年には旧約、1948年には新約の新しい翻訳が出版された。1992年には、さらに新しい旧約・新約聖書が出版されて、これが現在デンマーク国教会が採用している聖書であるが、レーセン＝スヴァネ聖書も含めた3種の聖書のどれを使ってもよい。